# Consolidação (direito)
Consolidação é um diploma legal, fruto de uma técnica legislativa que consiste na integração de todas as leis pertinentes a determinada matéria, revogando-se formalmente as leis incorporadas à consolidação, sem modificação do alcance nem interrupção da força normativa dos dispositivos consolidados.